# سوزي لي
سوزي لي (بالإنجليزية: Suzy Lee)‏ هي رسامة توضيحية أمريكية، ولدت في 1974 في سول في كوريا الجنوبية.